# Elecciones estatales de Renania-Palatinado de 1963

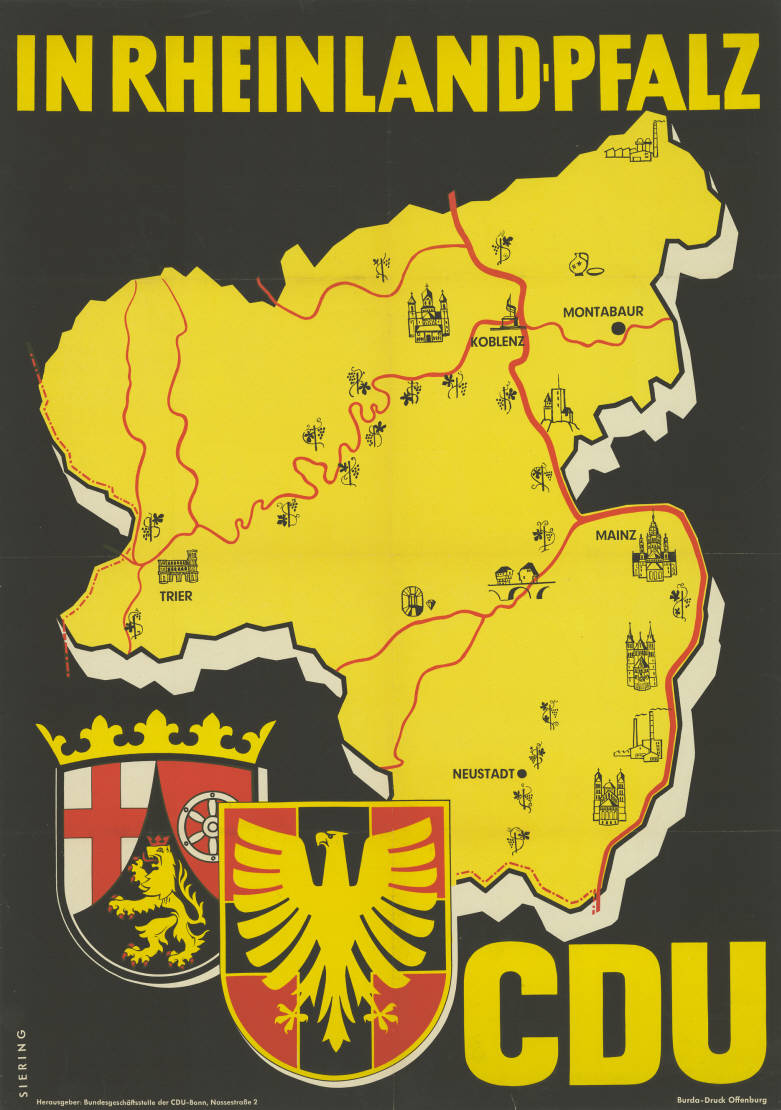
Afiche de campaña de la CDU

La elección del estado de Renania-Palatinado de 1963 se celebró el 31 de marzo. La CDU perdió su mayoría absoluta, y continuó con la hasta entonces voluntaria coalición con el FDP. El SPD fue el único partido de la oposición en el parlamento porque el DRP no logró reingresar al mismo.

## Resultados
Los resultados fueron:
| Partido | Partido | Votos     | %     | Escaños | Escaños 1959 |
|         | CDU     | 777.838   | 44,38 | 46      | 52           |
|         | SPD     | 713.469   | 40,71 | 43      | 37           |
|         | FDP     | 177.377   | 10,12 | 11      | 10           |
|         | DRP     | 56.155    | 3,20  |         | 1            |
|         | DFU     | 23.585    | 1,35  |         |              |
|         | DG      | 4.062     | 0,23  |         |              |
| Total   | Total   | 1.752.486 |       | 100     | 100          |